# TKh103
TKh103 – oznaczenie na PKP węgierskiego parowozu – tendrzaka serii MÁV 377, budowanego dla węgierskich linii kolejowych. Wyprodukowano 534 parowozy. Po pierwszej wojnie światowej 2 parowozy trafiły do kolei polskich. Po drugiej wojnie światowej polskie koleje nie eksploatowały tych parowozów.

## Historia
Lokomotywa ta została opracowana specjalnie na zamówienie węgierskich kolei MÁV na potrzeby kolei lokalnych, jako węgierski odpowiednik takich tendrzaków, jak pruska seria T 3 i austriacka seria 97. Lokomotywa została oznaczona na kolei serią XII, a następnie 377. Pierwszy egzemplarz został zbudowany w 1885 roku w budapesztańskich zakładach MÁVAG. Produkcję następnie zlecono także zakładom w Aradzie, Wiener Neustadt i StEG w Wiedniu. Łącznie do 1902 roku wyprodukowano ich 534.
Trzynaście dalszych lokomotyw takiego samego typu wyprodukowano w latach 1891–1908 w Budapeszcie i Wiedniu dla prywatnej Kolei Koszycko-Bogumińskiej (oznaczonych jako KBD XII).

## Eksploatacja
Lokomotywy serii 377 używane były przede wszystkim na lokalnych liniach węgierskich kolei państwowych MÁV monarchii austro-węgierskiej, ale także na kolejach prywatnych. Po I wojnie światowej większość pozostała na Węgrzech.

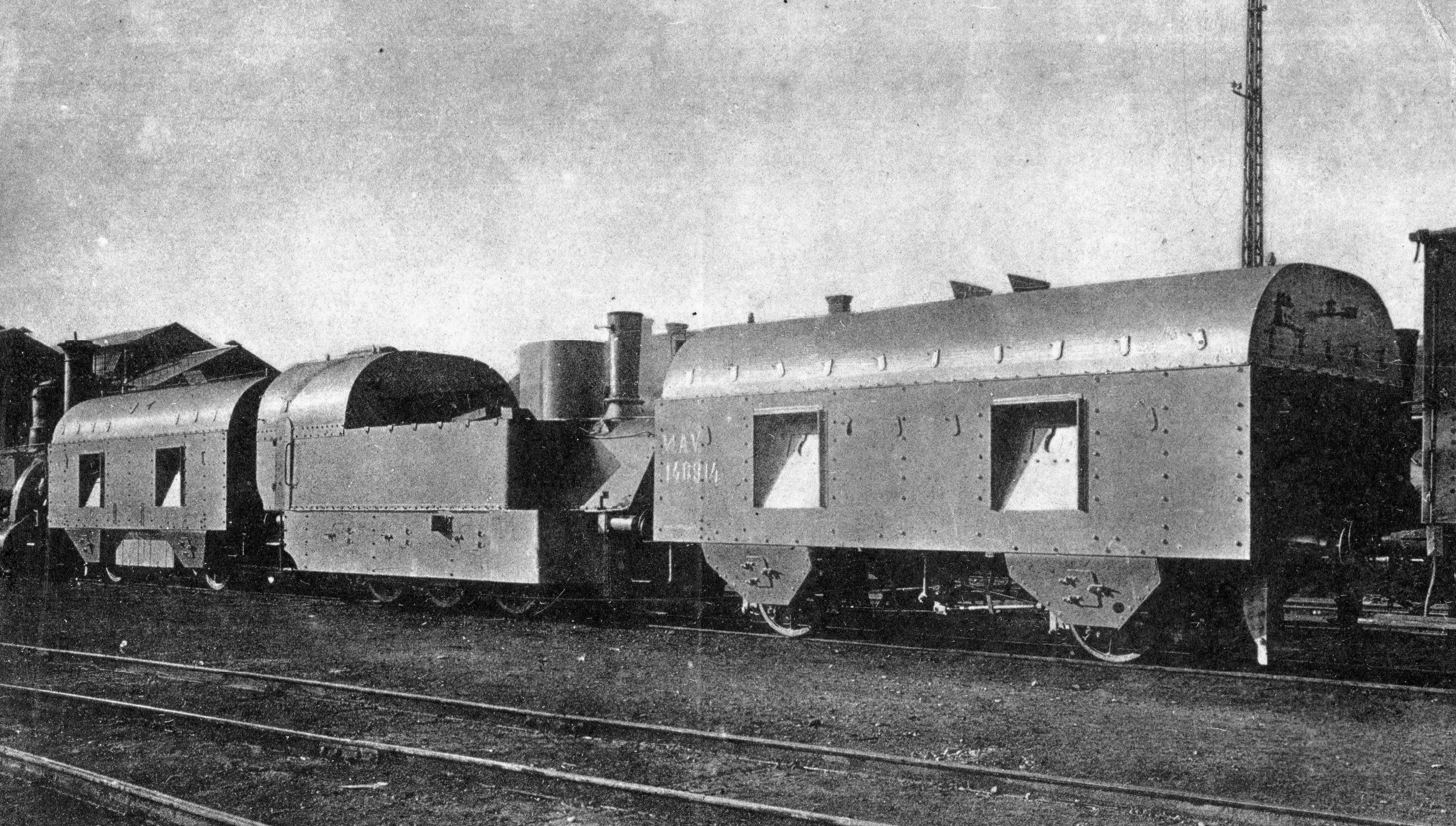
Parowóz 377 w składzie austro-węgierskiego pociągu pancernego

Seria 377 stała się typową lokomotywą adaptowaną na potrzeby austro-węgierskich pociągów pancernych. Otrzymywały one standardowy wzór opancerzenia z płyt kotłowych grubości 10–12 mm. Z uwagi na większy ciężar, otrzymały wzmocnione resory. Po I wojnie światowej siedem parowozów pancernych zostało przejętych przez Czechosłowację. Dwa parowozy pancerne (377.117 i 377.402) zostały 1 listopada 1918 roku zdobyte przez oddziały polskie wraz ze składem pociągu pancernego i następnie używane były bojowo w składzie polskich pociągów pancernych „Piłsudczyk” i „Śmiały” do 1920 roku.
53 lokomotywy (łącznie z pancernymi) zostały przejęte przez Czechosłowackie Koleje Państwowe, otrzymując oznaczenie serii 310.4 (numery 310.401 do 453). Jeździły na terenie Słowacji. Po układzie monachijskim i arbitrażu wiedeńskim, w grudniu 1938 roku pięć zostało zagarnięte przez Węgry, a pozostające w służbie 26 przejęte przez koleje słowackie (11 z nich później również otrzymały Węgry). Po II wojnie światowej Czechosłowacja odzyskała 16 lokomotyw, które służyły do 1957 roku. Trzy z nich zostały zachowane. Ponadto Koleje Czechosłowackie po I wojnie światowej przejęły również 13 lokomotyw tego typu Kolei Koszycko-Bogumińskiej, oznaczonych jako seria 310.5 (zachowano dwa egzemplarze). Lokomotywy używane jako pancerne zostały później oznaczone serią 313.9 lub 314.9.
Polskie Koleje Państwowe używały w okresie międzywojennym tylko dwóch parowozów, którym nadały oznaczenie serii TKh103. Były to poprzednie lokomotywy pancerne, które z uwagi na małą moc wycofano ze składu pociągów pancernych i rozpancerzono na początku 1920 roku.

## Konstrukcja
Niewielki tendrzak o układzie osi C. Rozstaw między pierwszą a drugą osią wynosił 1450 mm, a między drugą a trzecią 1350 mm. Wczesne lokomotywy miały długość 8105 mm, a późne 7780 mm. Kocioł był nisko położony, z długą dymnicą dla zmniejszenia wylatywania iskier z komina. Komin był wysoki, piszczałkowaty, typu Prüssmann. Parowóz miał zewnętrzną ostoję, oś silnikowa napędzana była poprzez korby Halla na czopach osi.
Silnik był dwucylindrowy bliźniaczy na parę nasyconą. Parowóz miał rozrząd wewnętrzny Stephensona. Hamulec był ręczny mechaniczny, a w niewielkiej liczbie lokomotyw zespolony Westinghouse'a.